# 産飯
産飯（うぶめし）は、産育儀礼の一種。出産直後に神などに供える飯や料理や膳などのこと。
飯は出産直後に焚き、神仏などに供え、ご近所や産婆やお世話になった人などにも食べてもらうと、生児がよく育つと言われる。
この風習は、生児の肉体と霊魂をこの世に認めようとする願いもこめられている。
長崎県壱岐島では、女の子の場合、えくぼができるように、椀に盛った飯の上を指で押し、「えくぼめし」と呼ぶ。また、膳に乗せる小石を産婆の家から持ってくる風習もあるが、これは産婆が昔は産神を祀り、産土神を祀る巫女の役目を担っていたものと言われる。なお産婆とは助産師のことである。
長野県佐久地方では、死者の枕元に置く一膳飯と同じものを準備し、産飯とする。これを「御高盛」「てっこもり」とも呼び、命の循環を示したのかもしれない。ところで、佐久地方にも「えくぼめし」の風習があり、「片えくぼ」を望む時は一つ、「両えくぼ」を望む際には二つくぼみを飯につける。それにこの時に使う箸は、萱を用いる。
出産の前後に産飯を用意する例もみられる。
愛知県には産飯の膳に添える小石は産土神の境内から頂き、それを「産神」の御守とする風習が残っている。なお、この石を「産石」「力石」とも呼んで、生児の頭が固くかたまり、また丈夫な歯が生え育つようにという祈りをこめる。